# 中间联盟
中间联盟（英語：Centre Alliance），原名尼克·瑟诺芬团队（英語：Nick Xenophon Team (NXT)），是澳大利亚的一个中间派政党，主要在南澳大利亞州活躍。此政党目前在澳大利亚参议院占有2个席位，在澳大利亚众议院占有1个席位。自2013年6月成立以来已改名兩次。該黨意识形态為中间主义、社会自由主义以及民粹主义的混合，該黨還支持同性婚姻、应对气候变化、退伍军人福利保障以及减税，提高澳大利亚的制造业水平，增加国防工业支出和安乐死合法化。